# With a Little Help from My Friends (альбом)
With a Little Help from My Friends (укр. З невеликою допомогою моїх друзів) — перший альбом британського співака Джо Кокера, що вийшов у 1969 році. Названий так за відомою однойменною піснею «Бітлз» (цю композицію Кокер виконав у повільнішому, ніж в ориґіналі блюзовому темпі та отримав добру оцінку від первинних авторів).
Платівка записана разом із колективом The Grease Band.

## Список композицій
| Перша сторона | Перша сторона       | Перша сторона |
| #             | Назва               | Тривалість    |
| ------------- | ------------------- | ------------- |
| 1.            | «Feeling Alright»   | 4:10          |
| 2.            | «Bye Bye Blackbird» | 3:27          |
| 3.            | «Change in Louise»  | 3:22          |
| 4.            | «Marjorine»         | 2:38          |
| 5.            | «Just Like a Woman» | 5:17          |

| Друга сторона | Друга сторона                        | Друга сторона |
| #             | Назва                                | Тривалість    |
| ------------- | ------------------------------------ | ------------- |
| 1.            | «Do I Still Figure in Your Life?»    | 3:59          |
| 2.            | «Sandpaper Cadillac»                 | 3:16          |
| 3.            | «Don't Let Me Be Misunderstood»      | 4:41          |
| 4.            | «With a Little Help from My Friends» | 5:11          |
| 5.            | «I Shall Be Released»                | 4:35          |

| Додаткові композиції (B-sides) | Додаткові композиції (B-sides) | Додаткові композиції (B-sides) |
| #                              | Назва                          | Тривалість                     |
| ------------------------------ | ------------------------------ | ------------------------------ |
| 1.                             | «The New Age of Lily»          | 2:15                           |
| 2.                             | «Something's Coming On»        | 2:15                           |

## Сертифікація
| Країна | Сертифікація | Продажі |
| ------ | ------------ | ------- |
| США    | Золотий      | 500 000 |